# 마리아노 리베라
마리아노 리베라(Mariano Rivera, 1969년 11월 29일 ~ )는 미국 메이저 리그 베이스볼 (MLB, "메이저 리그")에서 활동했던 야구 선수 (투수)였다. 1995년 이후 18년 동안 뉴욕 양키스에서만 경력을 기록해 왔다. 별명은 'Mo'(모)이며, 리베라는 그의 경력 대부분을 구원 투수의 역할로 해왔고, 1997년부터 그는 줄곧 양키스의 마무리를 맡아왔다. 11회의 올스타와 5회 월드 시리즈 우승을 경험한 리베라는 지금까지 통산 652세이브를 기록했는데, 이는 MLB 역사상 1위에 해당하며, 또한 아메리칸 리그(AL) 롤레이즈 구원상을 5회 수상했다.
리베라는 파나마의 아마추어 자유 계약 선수로 1990년 뉴욕 양키스와 계약했고, 1995년 선발 투수로 메이저 리그에 데뷔했다. 구원 투수로의 변경으로, 그는 처음 1996년 셋업맨으로, 이후에 1997년 양키스의 마무리 역할을 맡은 후에 성공을 거두었다. 그리고 1999년, 2001년, 2004년에는 메이저 리그 최다 세이브를 기록하며 리그 정상급 구원으로 자리매김했다. 경기의 마지막 이닝에서 경기를 끝내기 위한 그의 존재는 특히 1990년대 말의 양키스의 성공에서 큰 부분을 차지했다. 그의 투구 레퍼토리―예리한 브레이킹 볼과 95마일 중반의 컷 패스트볼은 지금까지 최고의 투구로 불린다.
리베라는 야구 역사상 최고의 마무리 중 한 선수로 여겨진다. 마무리의 역할은 변덕스럽고 야단스럽지만, 리베라는 그의 일관성과 침착함, 차분한 품행으로 유명하다. 그는 드문 포스트시즌의 명수로 여겨지며, 여러 기록 가운데에서도 세이브와 평균자책점(ERA)에서 메이저 리그 포스트시즌 기록을 보유하고 있다. 야구 기자들은 리베라가 은퇴 후에 야구 명예의 전당에 헌액될 것으로 예상한다. 신실한 기독교 신자인 리베라는 은퇴 이후에는 현재 자선 사업가로 활동하고 있으며 예전에 축구선수로 활동한 탓인지 가장 뛰어난 번트 수비 능력을 가졌다.

## 연도별 투수 성적
| 연 도           | 소 속           | 나 이           | 승 리 | 패 전 | 승 률 | 평 자 책 | 출 장 | 선 발 | 완 투 | 완 봉 | 세 이 브 | 홀 드 | 이 닝  | 피 안 타 | 피 홈 런 | 볼 넷 | 고 4 | 탈 삼 진 | 몸 맞 | 보 크 | 폭 투 | 실 점 | 자 책 | 타 자 수 | W H I P |
| --------------- | --------------- | --------------- | ----- | ----- | ----- | -------- | ----- | ----- | ----- | ----- | -------- | ----- | ------ | -------- | -------- | ----- | ---- | -------- | ----- | ----- | ----- | ----- | ----- | -------- | ------- |
| 1995            | NYY             | 26              | 5     | 3     | .625  | 5.51     | 19    | 10    | 0     | 0     | 0        | 0     | 67.0   | 71       | 11       | 30    | 0    | 51       | 2     | 1     | 0     | 43    | 41    | 301      | 1.51    |
| 1996            | NYY             | 27              | 8     | 3     | .727  | 2.09     | 61    | 0     | 0     | 0     | 5        | 26    | 107.2  | 73       | 1        | 34    | 3    | 130      | 2     | 0     | 1     | 25    | 25    | 425      | 0.99    |
| 1997            | NYY             | 28              | 6     | 4     | .600  | 1.88     | 66    | 0     | 0     | 0     | 43       | 0     | 71.2   | 65       | 5        | 20    | 6    | 68       | 0     | 0     | 2     | 17    | 15    | 301      | 1.19    |
| 1998            | NYY             | 29              | 3     | 0     | 1.000 | 1.91     | 54    | 0     | 0     | 0     | 36       | 0     | 61.1   | 48       | 3        | 17    | 1    | 36       | 1     | 0     | 0     | 13    | 13    | 246      | 1.06    |
| 1999            | NYY             | 30              | 4     | 3     | .571  | 1.83     | 66    | 0     | 0     | 0     | 45       | 0     | 69.0   | 43       | 2        | 18    | 3    | 52       | 3     | 1     | 2     | 15    | 14    | 268      | 0.88    |
| 2000            | NYY             | 31              | 7     | 4     | .636  | 2.85     | 66    | 0     | 0     | 0     | 36       | 0     | 75.2   | 58       | 4        | 25    | 3    | 58       | 0     | 0     | 2     | 26    | 24    | 311      | 1.10    |
| 2001            | NYY             | 32              | 4     | 6     | .400  | 2.34     | 71    | 0     | 0     | 0     | 50       | 0     | 80.2   | 61       | 5        | 12    | 2    | 83       | 1     | 0     | 1     | 24    | 21    | 310      | 0.91    |
| 2002            | NYY             | 33              | 1     | 4     | .200  | 2.74     | 45    | 0     | 0     | 0     | 28       | 2     | 46.0   | 35       | 3        | 11    | 2    | 41       | 2     | 1     | 1     | 16    | 14    | 187      | 1.00    |
| 2003            | NYY             | 34              | 5     | 2     | .714  | 1.66     | 64    | 0     | 0     | 0     | 40       | 0     | 70.2   | 61       | 3        | 10    | 1    | 63       | 4     | 0     | 0     | 15    | 13    | 277      | 1.01    |
| 2004            | NYY             | 35              | 4     | 2     | .667  | 1.94     | 74    | 0     | 0     | 0     | 53       | 0     | 78.2   | 65       | 3        | 20    | 3    | 66       | 5     | 0     | 0     | 17    | 17    | 316      | 1.08    |
| 2005            | NYY             | 36              | 7     | 4     | .636  | 1.38     | 71    | 0     | 0     | 0     | 43       | 0     | 78.1   | 50       | 2        | 18    | 0    | 80       | 4     | 0     | 0     | 18    | 12    | 306      | 0.87    |
| 2006            | NYY             | 37              | 5     | 5     | .500  | 1.80     | 63    | 0     | 0     | 0     | 34       | 0     | 75.0   | 61       | 3        | 11    | 4    | 55       | 5     | 0     | 0     | 16    | 15    | 293      | 0.96    |
| 2007            | NYY             | 38              | 3     | 4     | .429  | 3.15     | 67    | 0     | 0     | 0     | 30       | 0     | 71.1   | 68       | 4        | 12    | 2    | 74       | 6     | 0     | 1     | 25    | 25    | 295      | 1.12    |
| 2008            | NYY             | 39              | 6     | 5     | .545  | 1.40     | 64    | 0     | 0     | 0     | 39       | 0     | 70.2   | 41       | 4        | 6     | 0    | 77       | 2     | 0     | 1     | 11    | 11    | 259      | 0.67    |
| 2009            | NYY             | 40              | 3     | 3     | .500  | 1.76     | 66    | 0     | 0     | 0     | 44       | 0     | 66.1   | 48       | 7        | 12    | 1    | 72       | 1     | 0     | 1     | 14    | 13    | 257      | 0.91    |
| 2010            | NYY             | 41              | 3     | 3     | .500  | 1.80     | 61    | 0     | 0     | 0     | 33       | 0     | 60.0   | 39       | 2        | 11    | 3    | 45       | 5     | 0     | 0     | 14    | 12    | 230      | 0.83    |
| 2011            | NYY             | 42              | 1     | 2     | .333  | 1.91     | 64    | 0     | 0     | 0     | 44       | 0     | 61.1   | 47       | 3        | 8     | 2    | 60       | 2     | 0     | 1     | 13    | 13    | 233      | 0.90    |
| 2012            | NYY             | 43              | 1     | 1     | .500  | 2.16     | 9     | 0     | 0     | 0     | 5        | 0     | 8.1    | 6        | 0        | 2     | 2    | 8        | 0     | 0     | 0     | 2     | 2     | 32       | 0.96    |
| 2013            | NYY             | 44              | 6     | 2     | .750  | 2.11     | 64    | 0     | 0     | 0     | 44       | 0     | 64.0   | 58       | 6        | 9     | 3    | 54       | 1     | 0     | 0     | 16    | 15    | 256      | 1.05    |
| MLB 통산 : 19년 | MLB 통산 : 19년 | MLB 통산 : 19년 | 82    | 60    | .577  | 2.21     | 1115  | 10    | 0     | 0     | 652      | 28    | 1283.2 | 998      | 71       | 286   | 41   | 1173     | 46    | 3     | 13    | 340   | 315   | 5103     | 1.00    |

- 시즌 기록 중 굵은 글씨는 해당 시즌 최고 기록, 빨간 글씨는 MLB 역사상 최고 기록

## 수상 경력
- 2013년 루 게릭상
- 2013년 올해의 재기상 (아메리칸 리그)
- 2013년 올스타 MVP
- 2005년 아메리칸리그 구원상
- 2004년 아메리칸리그 구원상
- 2003년 아메리칸리그 챔피언십 시리즈 최우수선수 (MVP)
- 2001년 아메리칸리그 구원상
- 1999년 아메리칸리그 구원상, 월드시리즈 MVP

## 은퇴 관련
리베라는 2012년 유종의 미를 거두며 은퇴를 하려 했지만 부상을 입으며 9경기 만에 시즌 아웃되면서 11년 연속 30세이브의 대기록을 놓쳤지만 2013년 복귀와 동시에 전성기 못지 않는 위엄을 뽐내며 은퇴 투어를 진행했다. 리베라의 팀인 뉴욕 양키스와 경기를 치르는 홈팀들은 리베라에게 기념이 될 만한 물건을 선물했으며 리베라가 세이브를 할 때에는 홈팬들은 팀의 패배에도 불구하고 열화와 같은 환호와 박수를 보내기도 했다.
그렇게 리베라는 메이저리그의 전설이 되어 차차 그라운드를 떠나고 있었으며 은퇴 번복과 관련된 인터뷰를 하루에 수십 번도 더 듣지만 그때마다 리베라는 인터뷰에서
"은퇴 뒤에는 목장이 날 기다리고 있다. 마지막 시즌을 잘 즐기겠다."라고 웃었다.
메이저리그 최후의 42번이었던 마리아노 리베라는 그렇게 정든 그라운드를 떠났다.